# Jak and Daxter: The Precursor Legacy
Jak and Daxter: El legado de los Precursores (Jak and Daxter: The Precursor Legacy en inglés) es un videojuego de plataformas desarrollado por Naughty Dog y publicado por Sony Computer Entertainment para la PlayStation 2 el 4 de diciembre de 2001, como el primer juego de la serie Jak and Daxter. El juego sigue a los protagonistas, un joven adolescente llamado Jak, mientras intenta ayudar a su amigo Daxter después de que se transforma en un "ottsel", un híbrido ficticio de una nutria y una comadreja. Con la ayuda de Samos el Sabio, un maestro de la misteriosa energía llamada "Eco" creada por una antigua raza conocida como los Precursores, la pareja aprende que deben salvar su mundo de los sabios pícaros Gol y Maia Acheron, que planean inundar el mundo con "Dark Eco", una sustancia misteriosa que corrompe todo lo que toca.
El juego ofrece una amplia gama de misiones, coleccionables y objetivos, a menudo en forma de minijuego que proporcionan una variedad de experiencias juego, así como rompecabezas y etapas de plataformas que el jugador completa para continuar con la historia. El título a menudo se acredita como uno de los primeros juegos con "sin" pantallas de carga, con jugadores capaces de atravesar desde el lugar inicial hasta la batalla final, y todos los niveles interconectados en el medio, sin romper con el juego.
El desarrollo comenzó en enero de 1999, después de la cuarta entrega de la franquicia Crash Bandicoot de Naughty Dog para la PlayStation. Jak y Daxter recibió la aclamación de la crítica tras su lanzamiento, y la mayoría de los críticos elogiaron la variedad del juego. Muchos críticos estuvieron de acuerdo en que el juego tenía algunos de los mejores gráficos en el momento de su lanzamiento. Para 2002, el juego había vendido un total de más de un millón de copias en todo el mundo, y para 2007, había vendido dos millones solo en los Estados Unidos.
En 2012, fue uno de los ports remasterizados de Jak and Daxter Collection para la PlayStation 3, y para la PlayStation Vita en 2013. Fue lanzado como un puerto "PS2 Classic" para la PlayStation 4 el 22 de agosto de 2017, que más tarde también se puso a disposición para su descarga en la PlayStation 5 a través de la compatibilidad con versiones anteriores. El juego fue portado extraoficialmente a PC por los fans en 2022 como parte del proyecto OpenGOAL.

## El juego
Jak & Daxter tiene muchas similitudes a los juegos de plataformas como Banjo-Kazooie y Super Mario 64, en los que el principal objetivo es reunir los elementos a fin de avanzar por los niveles. El jugador también tiene acceso a la super-humanocapacidad, como la doble capacidad de salto, un rápido inicio de la trama, el mantenimiento de los daños limitados sólo a través de pequeñas esferas verdes. El juego gira en torno a la recolección de baterías precursor, que pueden ser obtenidos por la lucha contra los enemigos, pagando por ellos a través del canjeo de esferas precursor (Orbes), el cumplimiento de los desafíos, y muchos otros retos. El personaje protagonista, Jak, da puñetazos y patadas, y también puede utilizar diversos tipos de Eco, energías para completar tareas y derrotar enemigos en diversas situaciones.

### Items
Al ser un juego de plataformas, ofrece diferentes items coleccionables que el jugador ha de reunir. Las principales son:
- Baterías precursor (Power Cells) - Son el objetivo principal del juego, ya que se utilizan para activar diversos mecanismos que te harán llegar a nuevos niveles.

- Esferas precursor (Precursor Orbs) - Sirve como moneda de cambio, y puede ser objeto de comercio en varios lugares en el juego a cambio de baterías precursor.

- Moscas exploradoras - Por encontrar las siete moscas exploradoras en cada nivel se obtiene una batería.

### Eco
En el juego existen formas de energía conocidas como "Eco", almacenadas por los antiguos precursores. El Eco está disponible para su uso por medio de las partículas incandescentes que otorgan un breve impulso, o los respiraderos de Eco, que conceden una ráfaga completamente cargada de energía.
- Verde - Cincuenta pequeñas partículas o una sola grande restablecen un tercio de la salud de Jak. Si se recogen otras 50 partículas mientras que se encuentra en plena salud, el momento en que es golpeado, el contador de partículas restablece a cero y la vida de Jak no varía . El Eco verde se utiliza también en la Cuenca del Precursor para purificar las plantas infectadas por el Eco Oscuro.

- Azul - Temporalmente aumenta la velocidad a pie y en el Zoomer, y posee la capacidad de atraer magnéticamente esferas precursor (Orbes) hacia el jugador. Este Eco también puede accionar la antigua tecnología Precursor que se ha quedado sin poder.

- Rojo - Con este Eco, Jak incrementa en gran medida su fuerza de ataque, lo que permite al jugador en el menor número de golpes derrotar a los enemigos, y añadiendo un aura de fuego que puede infligir daño a los enemigos un poco fuera del alcance normal de los ataques.

- Amarillo - Este Eco permite a Jak lanzar pequeñas bolas de fuego. Estas se disparan en el modo de tercera persona o, para mayor exactitud, la vista en primera persona. Además de dañar a los enemigos, el Eco Amarillo se utiliza para destruir peligrosas cajas de Eco Oscuro o para romper o abrir otros contenedores para recoger su contenido.

- Oscuro - El contacto con el Eco Oscuro causa que Jak y Daxter pierdan un tercio de salud o produce mutaciones, mientras que en contacto con piscinas de Eco Oscuro los mata instantáneamente (Con excepción de Daxter, el único ser viviente conocido hasta la fecha que ha resistido semejante cantidad de eco oscuro 2 veces). Sin embargo, en la secuela Jak II, es el único tipo de Eco que se utiliza en forma cuerpo a cuerpo.

- Luminoso - Este tipo de Eco se utiliza sólo en la batalla final del juego y en Jak 3. Es una fusión de Eco Verde, Azul, Rojo y Amarillo, y parece que comparte características de todos los tipos de Eco. Después de la batalla final, no es visto de nuevo hasta el tercer juego, donde es muy utilizado por la forma luminosa de Jak.

### Ubicación
El juego cuenta con multitud de lugares muy diferentes para el jugador y para ser explorados y descubrir todo lo útil.

## Sinopsis
La historia comienza con una narración del sabio verde Samos, maestro del Eco Verde. Empieza hablando sobre sus inquietudes acerca de los amos del universo y creadores de toda la vida sobre el planeta: Los Precursor. Samos busca respuestas y cree que las obtendrá de la mano de dos chicos jóvenes, de unos quince años de edad, Jak, y su mejor amigo Daxter. 
Los dos se escapan a la isla de Misty, el único lugar donde Samos les prohibió que fueran, y llegan a la isla justo a tiempo para presenciar una extraña reunión de entre dos extrañas criaturas que parecían ser los jefes y un montón de Lurkers. Jak y Daxter, impresionados por lo que acababan de ver, intentan encontrar el camino de vuelta a la barca. Es entonces cuando se encuentran con un enorme pozo de Eco Oscuro (Dark eco). Al lado del pozo, Daxter localiza un pequeño artefacto Precursor con forma de barril, al cual, tras no verle utilidad alguna, se lo pasa a Jak con desprecio. Extrañamente el artefacto parece reaccionar al tacto de Jak y cuando este lo sujeta entre sus manos, se abre de manera sorprendente. Justo en ese momento aparece un Lurker detrás de ellos y Jak le dispara utilizando el barril Precursor, pero con tan mala suerte que la explosión empuja a Jak hacia atrás y tropieza con Daxter que cae al pozo de eco oscuro.
A pesar de que el eco oscuro es perjudicial a lo largo de todo el juego, Daxter sale del pozo sin ningún rasguño. Tan solo que transformado en una especie de roedor naranja, una mezcla entre nutria y comadreja.
Tras todos estos acontecimientos, consiguen regresar a la Aldea de Sandover y buscar la ayuda de Samos, pero él dice que sólo Gol, el Sabio del Eco Oscuro (Dark Eco), puede ayudar a cambiar a Daxter y él vive ahora en el norte.
La ruta norte está bloqueada por el Desfiladero del fuego, donde para atravesarlo, Keira, la hija de Samos te ayudará arreglando el Zoomer, un vehículo alimentado por un escudo térmico. Pero arreglarlo no será una tarea fácil ya que Keira le pide a Jak y Daxter que recojan unas cuantas Baterías Precursor. Y es aquí donde verdaderamente comienza la aventura, en la que los dos amigos deberán conseguir las Baterías Precursor por todos los mundos de plataformas.
Una vez conseguido activar el escudo térmico del Zoomer gravitatorio, Jak y Daxter consiguen atravesar el Desfiladero de fuego. Al final de este se encuentra la Aldea de Piedra, que ha sido destruida por un Lurker gigante llamado Klaww . Además de esto, el Sabio del Eco de Azul, que vela por la seguridad de la Aldea de Piedra, ha desaparecido misteriosamente. Para poder derrotar al gigante y seguir avanzando hacia el norte, Jak y Daxter deben encontrar más baterías precursor con las que activaran una máquina gravitatoria que levante las rocas que taponan el acceso a la guarida de Klaww.
Tras la derrota de Klaww, llegan al Paso de las Montañas, donde unas moscas Lurkers intentan llegar al otro extremo del desfiladero y dinamitar la entrada al cráter volcánico. Jak debe ser más rápido que ellos con el Zoomer y llegar al otro extremo y desactivar la dinamita.
Cuando lo logra, al final se encuentra en el cráter volcánico, donde en la cabaña del Sabio del Eco Rojo parece tener el mismo aspecto de desordenado que el del Sabio Azul. Es entonces cuando todos descubren que los sabios de eco (con excepción de Samos) han sido secuestrados por las mismas criaturas de la Isla de Misty. Los dos resultaron ser Gol Acheron, el Sabio, que supuestamente devolvería a Daxter su aspecto natural, y Maia Acheron , la hermana de Gol, los cuales habían sucumbido al poder del Eco Oscuro y deliraban sobre los poderes que supuestamente otorgaba. Jak debe, una vez más, conseguir baterías precursor de forma que Keira aumentara la potencia del escudo térmico del Zoomer para llegar hasta la Ciudadela de Gol y Maia, donde estaban los sabios secuestrados.
Una vez la tarea se completa, Jak y Daxter vuelven junto a Keira para utilizar el Zoomer y atravesar por el conducto de lava hasta la ciudadela, pero es entonces cuando Keira les cuenta que Samos ha sido capturado también. El viaje a través de la ciudadela de Gol y Maia, acaba con el éxito de Jak y Daxter y la liberación de los sabios. Pero todos juntos deducen que han de pararle los pies a Gol ya que pretende controlar el mundo con un robot precursor enorme e inundar de eco oscuro el planeta. Por lo tanto, mientras los cuatro sabios con sus poderes, desactivan el campo de fuerza, Jak sube a la parte superior de la ciudadela donde se encuentra el robot, comandado por Gol y Maia, que están intentando abrir los silos de eco oscuro.
Jak tiene que evitarlo y pelea contra el robot aunque no consigue hacerle daño. Es cuando los cuatro sabios logran combinar sus poderes para formar eco luminoso y Daxter se da cuenta de que ese eco puede devolverle a la normalidad, pero a última hora, deja que Jak lo utilice. Este canaliza el eco luminoso a través de su cuerpo y destruye el robot.
Gol y Maia, atrapados en la cabina del piloto del robot, se hunden en el silo de eco oscuro, que luego se cierra, atrapándolos dentro, donde la red de eco supuestamente les destruye. Samos hace un comentario sobre una posible vuelta de ambos, dejando así el establecimiento de las bases para una posible secuela, pero esta idea desapareció de la serie con Jak II y no ha sido de nuevo puesta ya que la historia de las siguientes entregas sigue una línea totalmente distinta, y un tanto más oscura.
Tras una serie de halagos por parte de todos hacia los héroes, se dan cuenta de que en lo alto de la ciudadela hay como una especie de puerta redonda gigante. Daxter descubre que alrededor del marco redondeado de la puerta precursor hay hueco para las 101 baterías precursor que habían ido recogiendo durante toda la aventura. Al acercarse Jak a la puerta y colocar todas las baterías en sus huecos, la puerta se abre, dejando sorprendidos a todos los presentes.
Como detalle final, que sí que sería relevante de cara a las secuelas de la serie, Samos dice susurrando: "Así que así es como ocurrió ..."
Y el juego se acaba.

### Doblaje

#### En inglés
- Max Casella - Daxter
- Anna Garduno - Keira

- Warren Burton - Sabio Verde (Samos)
- Dee Snider - Gol Acheron
- Jennifer Hagood - Maia Acheron
- Bob Hastings - Alcalde
- Jack Carter - Tío
- William Minkin - Granjero
- Kevin Conroy - Pescador
- Laurie Fraser - Ornitóloga
- David Herman - Escultor
- Michael Gollom - Oráculo
- David Herman - Boggy Billy
- Brian Peck - Jugador
- Carole Ruggier - Geóloga
- Marc Worden - Guerrero
- Paul Parducci - Gordy
- Alan Blumenfeld - Willard
- John Di Crosta - Sabio Azul
- Sherman Howard - Sabio Rojo
- Jason Harris - Sabio Amarillo

### Personas destacadas
Jak
El protagonista principal. Es poco lo que se reveló sobre él durante el juego. Aunque nunca es puesto de manifiesto porque no habla, lo hace en la secuela, Jak II.
Daxter
El mejor amigo de Jak. Durante la apertura del juego cutscene, Daxter cae en un pozo de eco oscuro, y se transforma en un precursor, un cruce ficticio entre una nutria y una comadreja con un ingenio sorprendente (en el caso de Daxter parece que ese ingenio brilla por su ausencia).
Keira Hagai
La hija de Samos y el amor decidido de Jak. Keira es una experto mecánico, que construye el Zoomer utilizado en el juego para cruzar rápidamente algunas grandes zonas peligrosas.
Samos Hagai (Sabio Verde)
Samos es el experto en Eco Verde, una sustancia de salud. Capturado por Gol Acheron y su hermana, fue rescatado junto con los otros sabios por Jak y luego trabajó con ellos para crear una fuente de Eco Luminoso.
Sabio Azul
El Sabio Azul es el experto en Eco Azul, una sustancia similar a la electricidad que destila energía capaz de acelerar el movimiento. El Sabio Azul fue capturado por su antiguo amigo Gol Acheron y su hermana. Fue rescatado por Jak, junto con los otros sabios, ayudó a crear una fuente de Eco Luminoso.
Sabio Rojo
El Sabio Rojo es el experto en Eco Rojo, una sustancia de color rojo que otorga fuerza. Fue capturado por Gol y su hermana. Después de ser rescatado por Jak, ayudó a los otros sabios elementales en la creación del Eco Luminoso.
Sabio Amarillo
El Sabio Amarillo es el experto en Eco Amarillo, una sustancia brillante que permite al usuario lanzar bolas de fuego por las manos. El Sabio Amarillo, como todos los otros antes de él, fue capturado por Gol Acheron. Rescatado por Jak, y trabajó junto con los otros sabios para crear el Eco Luminoso.
Gol y Maia Acheron
Gol Acheron tiene un vasto conocimiento de la sustancia Eco Oscuro, tanto que él sabe cómo invertir su naturaleza destructiva. Este conocimiento lo hace la única persona que tiene el poder de cambiar a Daxter de nuevo en humano. Por desgracia, él y su hermana, Maia Acheron, fueron mutados y se volvieron dementes por el Eco Oscuro, y aspiran a aumentar su corrupción e inundar el mundo con Eco Oscuro. Tras convertirse en los antagonistas, que contrataron a un ejército Lurker para recoger las piezas y otros objetos valiosos para construir un robot gigante Precursor que abriera un silo de Eco Oscuro.

### Los jefes
- Planta de Eco Oscuro - Encontrada en la Selva Prohibida. Una vez que es derrotada, todos los pinchos y tentáculos en todo el nivel se marchitarán, y ya no suponen una amenaza para el jugador.

- Klaww - Encontrado en el Paso de las Montañas. Supuestamente es un Lurker Cyborg de gran tamaño que lanza rocas llameantes. No se puede llegar a él sin utilizar baterías precursor para potenciar la máquina de levitación construida por el Sabio Azul.

- Robot Precursor - Encontrado en el silo de Eco Oscuro. Un enorme robot dirigido por Gol y Maia, que tiene una multitud de ataques a su disposición.

## Música
La música fue compuesta por Mark Mothersbaugh y Josh Mancell. Y en México algunos videojuegos contienen la canción "Polyamorous" de Breaking Benjamin y esta se puede escuchar en los créditos del juego. En total, toda la banda sonora fue compuesta por Mutato Muzika, los mismos que compusieron las bandas sonoras de la trilogía de Crash Bandicoot y Crash Team Racing.

## Desarrollo
Jak & Daxter comenzó su desarrollo en enero de 1999 y sólo tuvo dos programadores trabajando en él, el resto del equipo estaban trabajando en Crash Team Racing, pero un año más tarde en el 2000 todo Naughty Dog empezado a trabajar en equipo. El proyecto se inició después del lanzamiento de la PlayStation 2 cuando Naughty Dog se redujo la serie Crash Bandicoot, en la que trabaja más Universal Interactive Studios. Debido a la nueva plataforma que ha comenzado a funcionar (la PS2), Naughty Dog consideró que tenían que crear un carácter singular para la misma. Antes de que el principal desarrollo de Jak & Daxter, Naughty Dog necesitó confirmar la idea de Sony Computer Entertainment y después mostrar un personaje que ellos apodaron Boxman para demostrar su motor de animación, que surgió con Jak & Daxter. En el sitio web Computerandvideogames.com, Naughty Dog declaró que "el carácter es más inspiración que hizo Joe Madureira Battle Chasers, los cómics, que ninguna otra cosa..." en una entrevista.
El juego estaba en desarrollo durante tres años, se hicieron numerosos cambios a casi todos los aspectos del juego. Los distintos motores usados en el juego son ajustados para optimizar su rendimiento y los personajes principales también pasaron por cambios. Originalmente no habían finalizado el nombre de Jak y allí se iba a incluir un tercer personaje principal que se desarrollaría a medida que el juego fue jugado en un estilo Tamagotchi. En lugar de ello concentra sus esfuerzos en dos personajes principales para crear personajes exactamente lo que querían. El motor permite no tener tiempos de carga y ser capaz de mostrar texturas de gran calidad en un perfecto multinivel mundial.
Después del lanzamiento de Jak & Daxter, Naughty Dog estuvo dispuesto a crear una secuela, siempre que la primera lo hiciera lo suficientemente bien como para lo justifiquen, y después de que el juego vendiera de forma admirable, el desarrollo de Jak II se inició.

## Recepción
Antes de su lanzamiento SCEA IGN dio una demostración de la construcción de Jak y Daxter. Douglass C. Perry, un miembro del personal de IGN dice que "... Jak y Daxter es un soplo de aire fresco, un divertido, desenfadado, pero no menos épico juego de acción-aventura por su propia cuenta ..." después de evaluar la demo por doce horas. Game Informer dio una alta puntuación de 9,25 sobre 10, además de alabar sus gráficos y la ausencia de tiempos de carga.
Después de su lanzamiento a finales de 2001 se llegó a vender más de un millón de copias a la promoción de "Greatest Hits" y la reducción de los precios. Hasta la fecha, Jak y Daxter ha vendido casi 2 millones de copias (1,97 millones) en los EE. UU. solamente. Siguieron dos secuelas en 2003 y 2004, respectivamente, junto con dos juegos de spin-off, Jak X: Combat Racing.
En 2006, además de la última entrega Jak X: Combat Racing, apareció también Jak y Daxter Trilogy, una película en DVD que recopila todas las escenas de vídeo de la trilogía inicial a modo de película de poco más de 60 minutos de los tres juegos de Jak y Daxter.
Actualmente, ha sido lanzado el último juego de la franquicia, Jak & Daxter: The Lost Frontier para PSP y PlayStation 2, programado por una compañía externa, High Impact Games. La historia de este último juego transcurre después del final de Jak 3, omitiendo los hechos acontecidos de Jak X.